# Rustia
Rustia  es un género con 27 especies de plantas fanerógamas perteneciente a la familia de las rubiáceas.
Es nativo de América tropical.

## Especies seleccionadas
- Rustia alba Delprete 1995
- Rustia angustifolia K.Schum. in Mart. & auct. suc. (eds.) 1889
- Rustia bilsana Delprete 1998
- Rustia costaricensis (Standl.) Lorence 1993
- Rustia mosenii K.Schum. ex Glaz. 1909
- Rustia pauciflora Soler. 1890
- Rustia venezuelensis Standl. & Steyerm. 1953